# Nuove fondazioni del XVII secolo in Sicilia

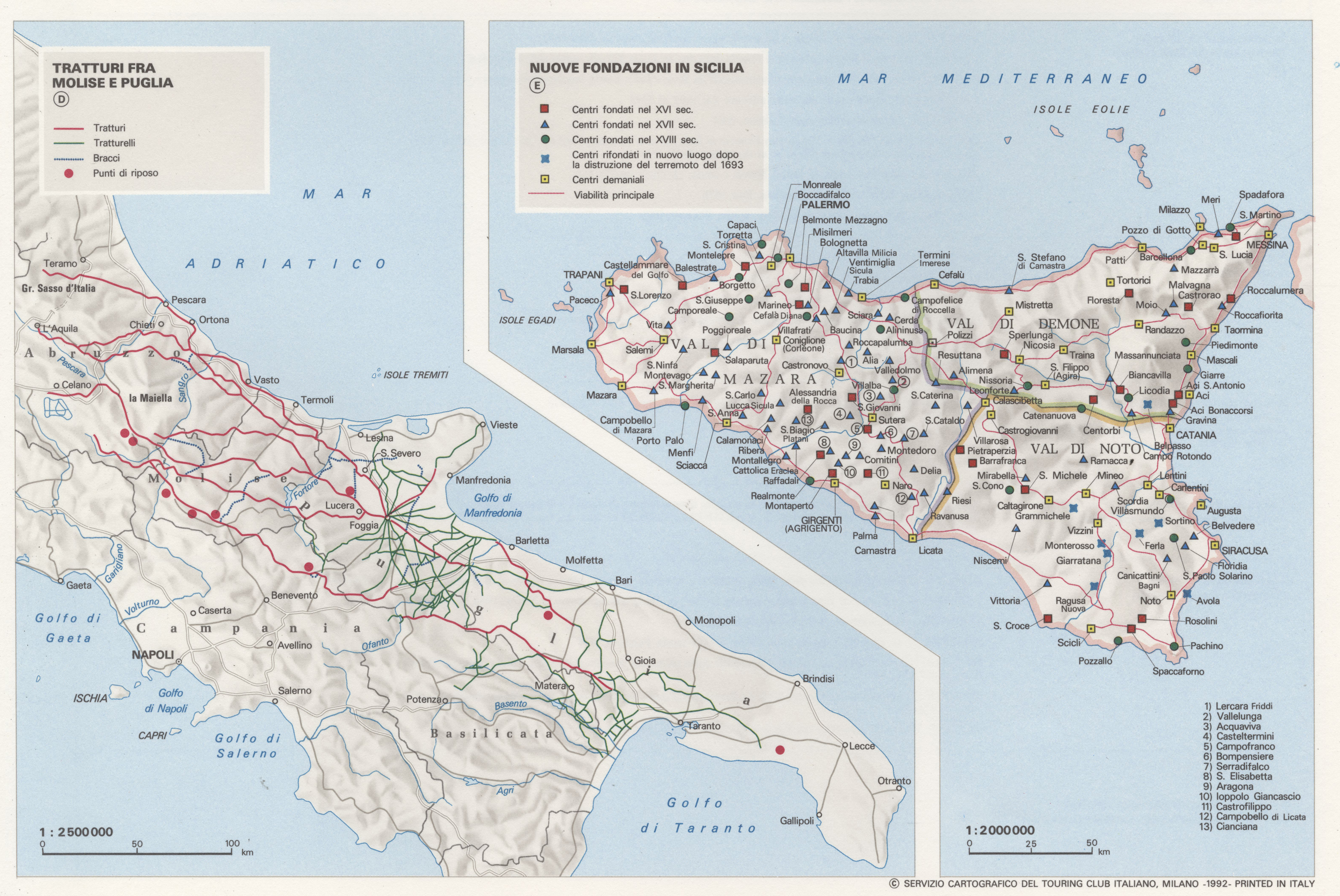
Mappa delle nuove fondazioni in Sicilia (a destra).

Nel XVII secolo nacquero diversi nuovi centri urbani per ripopolare aree di latifondo nella Sicilia interna.
Furono realizzate da nobili latifondisti a seguito dell'ottenimento della licentia populandi che il governo concedeva al fine di mettere a coltura quanta più possibile terra per sopperire al grande incremento demografico che fin dal XVI secolo si era manifestato nelle città principali dell'isola.

## Schema urbanistico
Come schema urbanistico fu quasi sempre utilizzato lo schema a scacchiera o comunque prevalentemente ortogonale.
All'interno dell'organizzazione dello spazio urbano aveva sempre un grande rilievo il palazzo feudale in relazione alla chiesa principale con un percorso che rappresentava l'asse urbanistico principale.
Per esempio a Palma di Montechiaro fondata dai Tomasi di Lampedusa, il palazzo ducale, al centro della struttura urbanistica ortogonale risulta collegato alla Chiesa madre posta su un'altura da un percorso che si conclude con un'ampia scalinata.

## Centri di nuova fondazione
- Vittoria
- Leonforte
- Cinisi
- Palma di Montechiaro
- Paceco
- Casteltermini
- Aliminusa
- Aragona
- Francavilla
- Riesi
- Barrafranca
- Niscemi
- Valguarnera Caropepe
- Mazzarino
- Cattolica
- Ravanusa
- Campobello di Licata